# Partido judicial de Monforte de Lemos
El partido judicial de Monforte de Lemos es uno de los 45 partidos judiciales en los que se divide la Comunidad Autónoma de Galicia, siendo el partido judicial n.º 5 de la provincia de Lugo.
Comprende a los municipios de Bóveda, Folgoso do Courel, Monforte de Lemos, Pantón, A Pobra do Brollón, Quiroga, Ribas de Sil, O Saviñao y Sober.
La cabeza de partido y por tanto sede de las instituciones judiciales es Monforte de Lemos. La dirección del partido se sitúa en la avenida de Galicia de la localidad. Monforte de Lemos cuenta con dos juzgados de primera instancia e instrucción.